# August Kautz
August Valentine Kautz (Ispringen, 5 januari 1828 – Seattle, 4 september 1895) was een Amerikaans generaal van Duitse afkomst die in de Amerikaanse Burgeroorlog vocht bij de cavalerie.
Hij was met zijn ouders in 1832 uit Duitsland geëmigreerd naar Brown County. Hij nam dienst bij het 1st Ohio Infantry en vocht in de Mexicaans-Amerikaanse Oorlog van 1846 tot 1847. 
Na die oorlog volgde hij opleiding aan de United States Military Academy waar hij in 1852 afstudeerde. Hij werd gelegerd in Fort Steilacoom in de Pacific Northwest bij het U.S. 4th Infantry Regiment. Tijdens de Rogue River Wars langs de Snake River in 1855 raakte hij tweemaal gewond. In 1856 vocht hij in de Puget Sound War en werd hij bevorderd tot luitenant.
Op 16 juli 1857 beklom Kautz als eerste Mount Rainier tot aan de krater.
Kautz bewonderde Chief Leschi, die in 1858 terechtgesteld werd.  Kautz vond de executie illegaal en beschouwde Leschi als krijgsgevangene. Hij schreef in het dagblad Truth Teller een artikel ten voordele van Leschi.
Van 1859 tot 1860 reisde hij door Europe en in april 1861 keerde hij terug, net voor de uitbraak van de Amerikaanse Burgeroorlog.
Hij vocht als kapitein van april tot juli 1862 bij het 6th Cavalry Regiment.
Hij werd overgeplaatst naar het westelijk front als kolonel bij het 2nd Ohio Cavalry en vocht van juni tot juli 1863 tegen generaal John Hunt Morgan in Indiana en Ohio. Van september tot december 1863 vocht hij onder generaal Ambrose Burnside in de Slag om Fort Sanders.
Op 16 april 1864 werd hij bevorderd tot brigadegeneraal en van april tot juni 1864 leidde hij de cavalerie van het XXIII Corps onder bevel van generaal-majoor Benjamin Butler bij de campagne van Ulysses S. Grant tegen Richmond en Petersburg. Zijn cavaleriedivisie maakte deel uit van de Army of the James. Bij de Tweede slag bij Deep Bottom moest hij zich terugtrekken na een aanval door luitenant-generaal James Longstreet.
Op 12 december 1864 benoemde president Abraham Lincoln hem tot generaal-majoor.
Van 2 tot 9 april 1865 achtervolgde Kautz generaal Robert E. Lee tot die zich bij Appomattox Court House overgaf.

## Militaire loopbaan
- Private (United States Army): 1846 - 1847
- Cadet, U.S. Military Academy, West Point: 1 juli 1848[2]
- Brevet Second Lieutenant: 1 juli 1852[2]
- First Lieutenant: 1853
- kapitein (USA): 14 mei 1861[2]
- Colonel (USV): september 1862[1][2]
- Brigadier General (USV): 16 april 1864[2]
- Brevet Major General (USV): 28 oktober 1864 (effectief 14 februari 1865)[3]
- Brevet Major General (USA): 13 maart 1865 (effectief 23 juli 1866)[4]
- Uitdiensttreding uit de volunteer service 15 Januari 1866
- Lieutenant Colonel (USA): 28 juli 1866
- Colonel (USA): 8 juli 1874
- Brigadier General (USA): 20 april 1891
- Uitdiensttreding USA: 1892